# Onthophagus nicobaricus
Onthophagus nicobaricus es una especie de insecto del género Onthophagus, familia Scarabaeidae, orden Coleoptera.

## Historia
Fue descrita científicamente por Biswas, Chatterjee & Sengupta en 1999.